# Arnicratea
Arnicratea é um género botânico pertencente à família Celastraceae.